# Eichenberg (Spessart)
Der Eichenberg ist ein Berg im unterfränkischen Landkreis Main-Spessart in Bayern.

## Geographie
Der Berg liegt im Naturpark Bayerischer Spessart zwischen Frammersbach und Ruppertshütten. Er trennt die Täler der Lohr und des Sindersbaches. Die beiden Gipfel des Eichenberges befinden sich – 750 Meter voneinander entfernt – auf der Gemarkung des Frammersbacher Forstes. Sie sind durch einen Sattel, über den eine Forststraße führt, getrennt. Zu beiden Gipfeln führen weder Forststraßen noch Wanderwege, sondern lediglich Schneisen, eine verbindet die beiden Gipfel über den Sattel. Allerdings verläuft der Hessenweg 9 nächstmöglich östlich der beiden Gipfel. Beide Erhebungen sind mit kleinen Quadern versehen, der auf dem höheren Gipfel (544 m, Dominanz 2 km, Schartenhöhe 40,5 m) bezeichnet einen Höhenpunkt, der auf dem niedrigeren (542 m) einen trigonometrischen Punkt.
Die Landesgrenze zu Hessen verläuft nördlich in 2 km Entfernung. 880 Meter westlich liegt das Gläserne Heilige, daran anschließend der sanft abfallende Rücken der Ernsthöhe. Nördlich des Eichenbergs liegt der Hermannskoppe vorgelagert der Lohrberg im Ruppertshüttener Forst, dessen höchster Punkt mit 537 Metern (Dominanz 0,6 km, Schartenhöhe 7 m) wegen der flachen Kuppe dem Wanderer kaum kenntlich und dessen genaue Lage auf verschiedenen Karten unterschiedlich eingezeichnet ist. In seiner unmittelbaren Nähe steht 300 Meter von der hessischen Grenze entfernt ein eiserner Wegweiser, der mit naiven Piktogrammen (Frammersbacher Wappen, Lokomotive, Unterstand, Bierkrug) in die Richtungen von Frammersbach, Partenstein, dem Rinderbachtal und der Bayerischen Schanz zeigt. Südöstlich in 5,4 km Entfernung vom Eichenberg befindet sich das Katharinenbild, dazwischen der Gaulskopf (519 m).